# Norden for Lov og Ret - et Nærbillede af Vendsyssel
|  | Denne artikel er oprettet af botten Steenthbot ud fra en ekstern database. Den kan derfor have sproglige fejl eller mangler. Denne skabelon kan fjernes efter kontrol af indholdet. |

Norden for Lov og Ret - et Nærbillede af Vendsyssel er en dansk dokumentarfilm fra 1946 instrueret af Hr. Nordahl Nielsen.

## Handling
Egnsfilm fra Vendsyssel 1946. En rundtur i Nordjylland med Anna Nielsen i sommeren 1946. Hun besøger Frederikshavn, Læsø, Skagen, Hjørring, Lønstrup, Hirtshals, Løkken, Børglum, Brønderslev, Nørresundby og Sæby. Optagelser af bygninger, landskab, industri og ikke mindst de mennesker, som den nysgerrige Anna Nielsen møder på sin vej. Hun sejler og løber og spadserer over mark og klit for at komme fra by til by, hvor hun blandt andet møder de lokale fiskere i en vovet bikini.

## Medvirkende
- Jens Thise, Forfatter